# Maryan Hary

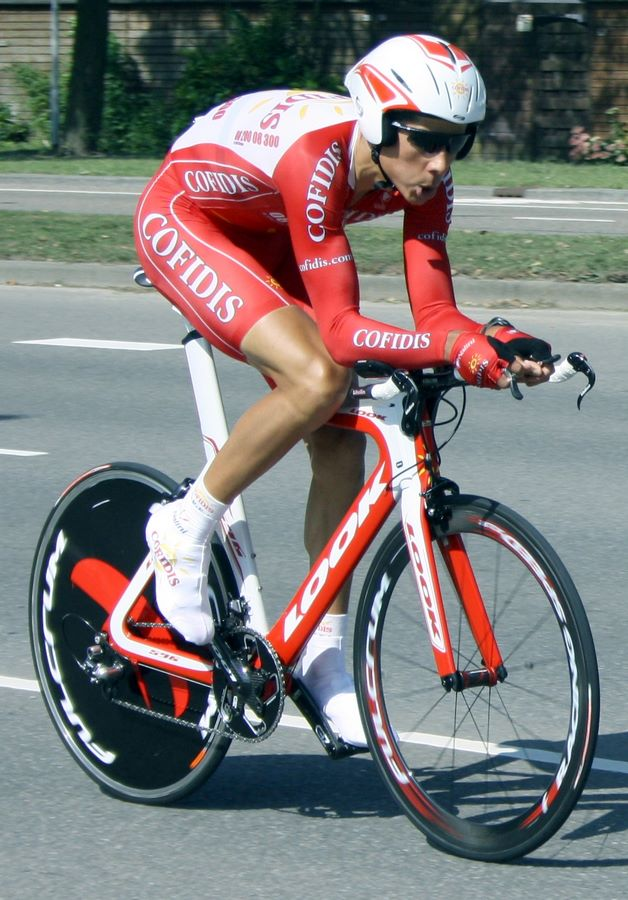
Maryan Hary en el Eneco Tour 2009.

Maryan Hary (Le Mans, 27 de mayo de 1980) es un ciclista profesional francés. Debutó como profesional en el equipo Bonjour en el 2001. Desde el 2010 está sin equipo, al causar baja en el equipo Cofidis, le Crédit en Ligne.

## Biografía
Maryan Hary comenzó su carrera como profesional en 2001 con el equipo francés Bonjour aunque sus dos primeras temporadas solo las disputó a partir de septiembre a modo de prueba. Antes estuvo como amateur en el equipo Bonjour júnior con el que ganó la carrera amateur de la París-Tours sub-23.
Su única victoria como profesional y la más importante fue una etapa del Tour de l'Ain en el 2003. Ese mismo año participó en el Tour de Francia acabando el 130ª en la clasificación general. 
En el año siguiente la Grand-Boucle terminó pronto para él en la 5.ª etapa al llegar demasiado tarde a la meta (fuera de control). 
En 2005 y 2006 participó con su equipo, Bouygues Telecom, en el recién estrenado UCI ProTour, pero una grave caída en la Dauphiné Libéré le obligó a hacer un parón de casi un año.
Desde 2007 fue miembro del equipo Cofidis en el que tras dos últimas temporadas discretas causó baja del equipo en 2010.

## Palmarés
2002
- Tour de los Pirineos
- París-Tours sub-23

2003
- 1 etapa del Tour de l'Ain

## Equipos
- Bonjour/Brioches-La Boulangëre/Bouygues Telecom (2001[1] -2006)
  - Bonjour (2001-2002)
  - Brioches La Boulangère (2003-2004)
  - Bouygues Telecom (2005-2006)
- Cofidis (2007-2009)
  - Cofidis, le Crédit par Téléphone (2007-2008)
  - Cofidis, le Crédit en Ligne (2009)